# لالمونیرهات
لالمونیرهات (به لاتین: Lalmonirhat) یک منطقهٔ مسکونی در بنگلادش است که در ناحیه لال‌منیرهات واقع شده‌است. لالمونیرهات ۲۵۹٫۵۴ کیلومتر مربع مساحت و ۳۳۳٬۱۶۶ نفر جمعیت دارد.